# Трансфер-фокусована психотерапія
Трансфер-фокусована психотерапія або Терапія фокусована на перенесення (ТФП) — високоструктуроване мануалізоване психодинамічне лікування, яке базується на моделі об'єктних стосунків Отто Ф. Кернберга. Модель ТФП розробляли для лікування межового розладу особистості, і згодом розширили її до всього спектра межової організації особистості, включно з патологічним нарцисизмом.

## Теоретичні засади ТФП‍
Модель ТФП розглядає людину з межовою особистісною організацією (МОО) як таку, що має дифузію ідентичності: неузгоджені та суперечливі інтерналізовані уявлення про себе та значущих інших, які є афективно зарядженими. Захист від цих суперечливих інтерналізованих об'єктних стосунків призводить до розщеплення і викривлення уявлень про себе і інших, а також до порушення реальних стосунків з іншими та з самим собою. Викривлені уявлення про себе, інших та пов'язані з ними афекти є предметом лікування, оскільки вони виникають у стосунках з терапевтом (трансфер). Лікування фокусується на інтеграції розщеплених частин само- та об'єктних репрезентацій. Механізмом змін у ТФП виступає послідовна інтерпретація викривлених уявлень у трансфері.

## ТФП для межового розладу особистості
Дослідження показують, що ТФП є ефективним методом лікування межового розладу особистості (МРО). Пацієнти з МРО характеризуються інтенсивними афектами, бурхливими стосунками та імпульсивною поведінкою. Через високу реактивність на подразники навколишнього середовища пацієнти з МРО часто відчувають різкі та короткочасні зміни настрою, чергуючи переживання ейфорії, депресії, тривоги та нервозності. Пацієнти з МРО часто відчувають порожнечу, яку вони намагаються заповнити імпульсивною поведінкою, що завдає шкоди собі, наприклад, зловживанням психоактивними речовинами, ризикованою сексуальною поведінкою, неконтрольованими витратами або переїданням. У пацієнтів з МРО часто спостерігається повторювана суїцидальна поведінка, наміри її здійснити або погрози. Під час сильного стресу пацієнти з МРО можуть проявляти транзиторні дисоціативні або параноїдні симптоми.

### Теоретична модель межової особистості
Згідно з моделлю об'єктних стосунків, у нормальному психологічному розвитку ментальні шаблони себе по відношенню до інших, або об'єктні репрезентації, стають дедалі більш диференційованими та інтегрованими. Досвід немовляти, спочатку організований навколо моментів болю (дискомфорт, що викликає потребу в турботі з боку дорослого) і задоволення (переживання заспокоєння, пов'язане з досвідом любові та безпеки), стає все більш інтегрованим і диференційованим ментальним шаблоном себе по відношенню до інших. Ці більш зрілі репрезентації дозволяють реалістично поєднувати хороше і погане, так що позитивні і негативні якості можуть бути інтегровані в складне, багатогранне уявлення про людину. Такі інтегровані уявлення дозволяють толерантно ставитися до амбівалентності, відмінностей і суперечностей у собі та інших.
За Кернбергом ступінь диференціації та інтеграції цих уявлень про себе та інших, разом з їхньою афективною валентністю, становить організацію особистості. За нормальної особистісної організації людина має інтегровану модель себе та інших, що забезпечує стабільність і послідовність у власній ідентичності та у сприйнятті інших, а також здатність вступати в інтимні стосунки з іншими, зберігаючи при цьому почуття власного себе. Наприклад, така людина може терпіти почуття ненависті в контексті любовних стосунків без внутрішнього конфлікту або відчуття розриву у сприйнятті іншої людини. На противагу цьому, при межовій організації особистості (МОО) відсутність інтеграції в уявленнях про себе та інших призводить до використання примітивних захисних механізмів (наприклад, розщеплення, проєктивна ідентифікація, дисоціація), дифузії ідентичності (непослідовне уявлення про себе та інших) і нестабільного тестування реальності (непослідовна диференціація між внутрішнім і зовнішнім досвідом). В умовах високого стресу пацієнти з МОО нездатні сприймати ситуації цілісно та інтерпретують події в катастрофічний і надмірно особистий спосіб. Вони не здатні розрізняти наміри і мотивації іншого, а отже, сприймають лише загрозу або відкидання. Таким чином, думки і почуття щодо себе та інших розщеплюються на дихотомічні переживання хорошого чи поганого, чорного чи білого, всього або нічого.
Психоаналітична модель розглядає психіку як динамічну систему, в якій різні внутрішні сили можуть перебувати в конфлікті. Ці внутрішні суперечності можуть бути пов'язані з симптомами або порушенням функціонування, залежно від того, як глибинні психічні структури взаємодіють між собою.

### ТФП для нарцисичного розладу особистості (НРО)
‍Наявні клінічні дані свідчать, що пацієнти з тяжкими формами нарцисичного розладу особистості часто виявляють високу резистентність до психотерапевтичного втручання. Останні дослідження показують, що пацієнти з нарцисичним розладом особистості (НРО) становлять близько 6,2 % у вибірках загального населення [x] (Dhawan та ін., 2010) і до 35,7 % у клінічних популяціях (Zimmerman та ін., 2005). Крім того, численні дослідження виявили високий рівень коморбідності НРО з іншими особистісними розладами, особливо межовими, антисоціальними, гістронними розладами, а також з афективними розладами (уніполярна та біполярна депресія), розладами вживання психоактивних речовин, тривожними та харчовими розладами.
Діагностичну картину ускладнює те, що патологічний нарцисизм розглядається як континуум, що варіюється від невротичного до межового рівня особистісної організації. Вважається, що нарцисичні розлади включають:
1. Порушення ідентичності, що проявляються у специфічному стилі нереалістичних переживань себе, зокрема в перебільшених самооцінках; грандіозності, яка може бути виражена як відкрито, так і приховано (перебільшене почуття власної переваги, вищості або неповноцінності, а також коливання між ними); а у деяких пацієнтів — у надмірній залежності від інших у формуванні їхньої ідентичності та самовизначення.
2. Порушення міжособистісного функціонування, що включають використання інших для регуляції самооцінки; поверхневі, неглибокі стосунки, позбавлені емпатії, які слугують задоволенню потреби пацієнта у захопленні, увазі та підтвердженні власної значущості; а також антагоністичність.

Труднощі у регуляції агресії, поряд з іншими порушеннями себе та міжособистісного функціонування у пацієнтів з НРО, виникають внаслідок особливої конфігурації уявлень про себе та об'єкти — патологічного грандіозного себе, що є конденсацією уявлень про ідеальні саморепрезентації, ідеального іншого (ідеальні об'єкти репрезентації) та реальні саморепрезентації. Така структура себе виключає можливість глибоких стосунків — відбувається «демонтаж» взаємин з іншими через хронічне знецінення оточуваних. Негативні афекти, зокрема знецінені аспекти себе, витісняються, заперечуються і проєктуються на інших, що призводить до антагонізму щодо оточення та внутрішнього почуття порожнечі.
Загалом, особи з НРО характеризуються уявленнями про прив'язаність, що включають відсторонене знецінення стосунків прив'язаності та поглиненість нерозв'язаним гнівом щодо раннього досвіду прив'язаності, часто коливаючись між цими двома суперечливими станами. Це допомагає нам краще зрозуміти флуктуації нарцисичних опорів і трансферів, що ускладнюють процес лікування таких пацієнтів.
‍Трансфер-фокусована психотерапія (ТФП) — це психодинамічний підхід до психотерапії, розроблений для лікування пацієнтів із різними розладами особистості різного ступеня тяжкості, включаючи осіб із НРО. Межові та нарцисичні особистості мають спільні структурні риси, зокрема патологію ідентичності, що підтримується функціонуванням примітивних захисних стратегій, спрямованих на несвідоме управління нестерпними станами себе й афектами.
Центральним фокусом ТФП є ідентифікація та позначення дезадаптивних, викривлених уявлень про себе, а також їхніх комплементарних викривлених уявлень про об'єкт, з метою інтерпретації та, зрештою, подолання механізму розщеплення та інших примітивних захисних операцій, що перешкоджають більш реалістичному, інтегрованому та диференційованому сприйняттю себе та інших. Відстеження цих діад об'єктних стосунків  у внутрішньому світі пацієнта, ідентифікація захисних процесів, що їх підтримують, а також робота з негативними афектами (антагонізмом) та об'єктними стосунками, що їх підживлюють, дозволяє ТФП бути ефективним методом лікування широкого спектра нарцисичних розладів — від низькофункціонуючих до високофункціонуючих (грандіозних, вразливих і навіть злоякісних).
Крім того, оскільки ТФП акцентує увагу на ідентифікації як із собою, так і з об'єктними полюсами діад об'єктних стосунків, що складають внутрішній світ (наприклад, грандіозна самість — знецінений інший; вразлива самість — ідеалізований інший), цей підхід також ефективний у роботі з різними фенотиповими проявами нарцисичних розладів особистості, формами їхньої експресії та/або змінними психічними станами — від грандіозного до вразливого, від зарозумілого/привілейованого до депресивного/виснаженого.
На основі клінічного досвіду та дослідницьких даних щодо пацієнтів із НРО було розроблено модифікації ТФП для лікування пацієнтів із різними рівнями вираженості нарцисичної патології. Ці модифікації зосереджуються на центральному значенні грандіозного себе, його ключовій захисній ролі у психологічній структурі пацієнта з НРО та на тому, як найкраще працювати з цією ригідною захисною системою.

## Цілі ТФП у лікуванні всіх типів межових і невротичних пацієнтів
Основними цілями ТФП є сприяння кращому розумінню і контролю поведінки, включно із серйозними видами відігравань (вживання психоактивних речовин, проміскуїтет, розлади харчової поведінки, іншими видами аутоагресивної поведінки), покращенню регуляції афектів, налагодженню стосунків, які приносять задоволення, включно із любовними та сексуальними стосунками, та здатності переслідувати професійні та життєві цілі. Для тяжких межових пацієнтів з саморуйнівною поведінкою — зниження суїцидальності та самоушкоджувальної поведінки.
Вважається, що це досягається через розвиток інтегрованих уявлень про себе та інших, модифікацію примітивних захисних операцій і вирішення проблеми дифузії ідентичності, які підтримують фрагментацію внутрішнього репрезентативного світу пацієнта.
Цілі ТФП виходять за рамки зміни симптомів:
- здійснення зміни у функціонуванні особистості — покращити функціонування селф та міжособистісне функціонування
- досягнення цілісного відчуття себе, що характеризується стабільністю, глибиною, самосвідомістю та позитивним афектом, а також здатністю до таких взаємовідносин з іншими людьми, які характеризуються емпатією та турботою.
- покращення якості життя в особистому, професійному та соціальному функціонуванні.

## Процедура лікування у ТФП

### Діагностика
Перед початком трансфер-фокусованої психотерапії (ТФП) проводиться діагностика пацієнта з використанням однієї з валідованих моделей: Структурного інтерв'ю Кернберга або STIPO-R (напівструктуроване інтерв'ю для оцінки організації особистості).  ‍
Результати діагностики обговорюються з пацієнтом і стають підґрунтям для формування свідомого терапевтичного альянсу. Психотерапевт пов'язує наявні труднощі пацієнта з підґрунтям внутрішньої психологічної організації, виявленої під час діагностики.
Ключовим завданням є визначення рівня організації особистості — нижній, середній або верхній межовий, невротичний або, за наявності тяжких порушень тестування реальності, психотичний. У разі виявлення психотичного рівня функціонування застосування ТФП не рекомендується. Крім того, встановлюються домінантні типи особистісних розладів, які мають бути ціллю терапевтичної роботи.

### Контракт
Лікування починається з укладання терапевтичного контракту, що містить загальні правила для всіх пацієнтів та індивідуальні положення, розроблені з урахуванням проблем, які можуть гальмувати терапевтичний процес.
Терапія не розпочинається без погодження контракту обома сторонами.
Контракт встановлює межі для проявів пацієнтом деструктивних внутрішніх станів, що дає змогу робити несвідомі психологічні конфлікти та захисні механізми доступними для опрацювання у терапії.

### Терапевтичний процес
Модель лікування ТФП складається з трьох рівнів:
- стратегії — довгострокові орієнтири, які допомагають структурувати весь терапевтичний процес:
  - Визначення та дослідження домінантного об'єктного стосунку
  - Спостереження та інтерпретування реверсії ролей
  - Визначення та інтерпретування розщеплення та захисної функції розщеплення
- тактики — конкретні завдання, які визначають умови для застосування технік та допомагають терапевтові обрати час, місце і спосіб втручання:
  - терапевтичний контракт
  - підтримання рамки лікування
  - використання ієрархії пріоритетів при виборі об'єкта інтервенції
  - трансформування відігравання в розуміння об'єктних стосунків, що виникають в процесі трансферу
  - дослідження несумісних з реальністю поглядів
  - регулювання інтенсивності афективної включеності
- техніки — безпосередні терапевтичні інтервенції, що виконуються покроково під час сесії:
  - технічна нейтральність
  - використання контртрансферу
  - застосування інтерпретативного процесу
  - аналіз трансферу

‍ТФП має описані фази лікування: початкова фаза, середня фаза, просунута фаза і фаза завершення лікування. Терапевт може відстежувати, на якій фазі перебуває лікування і на що необхідно фокусувати увагу на сесіях, залежно від фази.
Аналіз трансферу є основним засобом для трансформації примітивних об'єктних стосунків (розщеплених, поляризованих) в просунуті (складні, диференційовані та інтегровані) об'єктні стосунки. Таким чином, на відміну від терапій, які зосереджені на короткостроковому лікуванні симптомів, ТФП  має амбітну мету не просто змінити симптоми, а змінити організацію особистості, яка є контекстом симптомів. Для цього афективно заряджені репрезентації внутрішніх об'єктних стосунків пацієнта послідовно інтерпретуються в міру того, як вони виявляються  у терапевтичних стосунках, тобто відбувається трансфер. Техніки прояснення, конфронтації та інтерпретації (або інтерпретативний процес) використовуються в рамках відносин трансферу, що розгортається у пацієнта по відношенню до терапевта.
Інформація, яка з'являється під час трансферу, забезпечує прямий доступ до внутрішнього світу людини з двох причин. По-перше, її спостерігають одночасно і терапевт, і пацієнт, тому суперечливе сприйняття спільної реальності може бути негайно обговорено. По-друге, сприйняття спільної реальності супроводжується афектом, тоді як обговорення історичного матеріалу може мати інтелектуалізовану якість і тому бути менш інтегрувальним.
‍ТФП підкреслює роль інтерпретації під час психотерапевтичних сесій. У міру того, як розщеплені уявлення про себе та інших відтворюються в процесі лікування, терапевт допомагає пацієнтові зрозуміти причини (страхи або тривоги), які підтримують постійне розділення цих фрагментарних почуттів себе та інших. Це розуміння супроводжується переживанням сильних афектів у терапевтичних стосунках. Інтеграція розщеплених і поляризованих уявлень про себе та інших призводить до більш складного, диференційованого і реалістичного відчуття себе та інших, що дозволяє краще модулювати афекти і, в свою чергу, ясніше мислити. Таким чином, коли розщеплені уявлення стають інтегрованими, пацієнти відчувають більшу узгодженість ідентичності, а в житті — збалансовані і постійні в часі стосунки, які не піддаються ризику бути пригніченими агресивним афектом, більшу здатність до близькості, зменшення саморуйнівної поведінки, загальне поліпшення функціонування, а також можливість ставити й досягати професійних і життєвих цілей.

## Механізми змін
У ТФП механізми змін випливають з теорії Кернберга, що ґрунтується на теорії межової організації особистості, концептуалізованої в термінах неінтегрованих і недиференційованих афектів і репрезентацій себе й інших. Часткові репрезентації себе й інших об'єднані афектом у психічні одиниці, та називаються діадами об'єктних стосунків. Ці діади є елементами психологічної структури. При межовій патології відсутність інтеграції внутрішніх діад об'єктних стосунків відповідає розщепленій психологічній структурі, в якій абсолютно негативні репрезентації відщеплені від ідеалізованих позитивних репрезентацій себе та інших (бачення людей як всіх хороших або всіх поганих). Передбачуваний глобальний механізм змін у пацієнтів, які лікуються за допомогою ТФП, полягає в інтеграції цих поляризованих афективних станів і уявлень про себе та інших у більш когерентне ціле.

## Емпіричні дослідження ефективності методу ТФП
‍ТФП визнана ефективним методом лікування розладів особистості. Було проведено декілька досліджень, включно з рандомізованими контрольованими дослідженнями, в яких ТФП продемонструвала ефективність в лікуванні межового розладу особистості.
У дослідженні, в якому порівнювали ТФП, діалектичну поведінкову терапію і модифіковану психодинамічну підтримувальну психотерапію для лікування межового розладу особистості, було виявлено, що тільки ТФП змінює те, як пацієнти думають про себе у стосунках, що є показником інтеграції ідентичності.

### Попередні дослідження
У ранніх дослідженнях, що вивчали ефективність річного курсу ТФП, під час лікування значно зменшилися спроби суїциду. Крім того, фізичний стан пацієнтів значно покращився. Коли дослідники порівняли рік лікування з попереднім роком, було виявлено значне зменшення кількості психіатричних госпіталізацій та днів, проведених у психіатричних лікарнях як стаціонарних пацієнтів.

## ‍ТФП проти звичайного лікування
Результати показали, що в групі ТФП спостерігалося значне зменшення кількості викликів швидкої допомоги та госпіталізацій протягом року лікування, а також значне покращення глобального функціонування порівняно з групою звичайного лікування.

## ‍‍ТФП та лікування community experts
У рандомізованому клінічному дослідженні порівнювали результати ТФП і лікування community experts  для 104 пацієнтів з межовим розладом. Рівень відсіву був значно вищим у групі, яка проходила терапію у community experts. У групі  ТФП спостерігалося значне поліпшення в організації особистості, психосоціальному функціонуванні та кількості суїцидальних спроб.

## ‍ТФП, ДПТ та психодинамічне підтримувальне лікування (ПЛ)
До початку лікування та з інтервалом у чотири місяці під час лікування пацієнтів оцінювали в таких сферах: суїцидальна поведінка, агресія, імпульсивність, тривожність, депресія та соціальна адаптація. Результати показують, що пацієнти з усіма трьома моделями лікування продемонстрували покращення в багатьох сферах через рік після початку лікування. Лише Діалектично-поведінкова терапія (ДПТ) і ТФП були достовірно пов'язані з покращенням суїцидальної поведінки; однак ТФП перевершила ДПТ у покращенні гніву та імпульсивності. Загалом, участь у ТФП передбачала значне покращення у 10 з 12 змінних у 6 сферах, ДПТ — у 5 з 12 змінних, а ПЛ — у 6 з 12 змінних.

## Модель ТФП в Україні

### Законодавче підтвердження ефективності моделі ТФП
Модель ТФП включено до Переліку моделей психотерапії з доведеною ефективністю, затвердженого наказом Міністерства охорони здоров'я України (13 грудня 2023 р. № 2118).

### Професійне співтовариство ТФП
З вересня 2023 року в Україні діє Українська асоціація Трансфер-фокусованої психотерапії — співтовариство, що об'єднує професіоналів, які прагнуть до постійного поглиблення знань і досвіду у сфері психотерапії.
Детальніше про Асоціацію на офіційному сайті: tfpukraine.org